# بريجي رافيني
بريجي رافيني (بالفرنسية: Brigi Rafini)‏ ) (7 أبريل 1953 -) هو سياسي نيجري  من إيفروان، وهو رئيس الوزراء سابقاً منذ 7 أبريل 2011.

## وصلات خارجية
- بريجي رافيني على موقع IMDb (الإنجليزية)